# Xã Eaton, Quận Lawrence, Arkansas
Xã Eaton (tiếng Anh: Eaton Township) là một xã thuộc quận Lawrence, tiểu bang Arkansas, Hoa Kỳ. Năm 2010, dân số của xã này là 307 người.